# Jeff Malone
Jeffrey Nigel „Jeff“ Malone (* 28. Juni 1961 in Mobile, Alabama) ist ein ehemaliger US-amerikanischer Basketballspieler, der zwischen 1983 und 1996 für die Washington Bullets, Utah Jazz, Philadelphia 76ers und Miami Heat aktiv war.

## Karriere
Jeff Malone wurde nach vier Jahren an der Mississippi State University beim NBA-Draft 1983 von den Washington Bullets an zehnter Stelle ausgewählt. Für seine Leistungen im ersten Profijahr wurde Malone 1984 ins NBA All-Rookie Team berufen. In den 1980er-Jahren gehörte Malone zu den besten Shooting Guards und Punktesammlern der Liga und erzielte in fünf seiner sieben Jahre für die Bullets über 20 Punkte pro Spiel. 1986 und 1987 wurde Malone in das NBA All-Star Game berufen. Seine beste Saison hatte er 1989/90, als er 24,3 Punkte pro Spiel erzielte. Die Playoffs wurden jedoch verpasst.
Nach der Saison landete Malone in Form eines Drei-Team-Transfers bei den Utah Jazz und spielte fast vier Jahre lang an der Seite von John Stockton und Karl Malone. Hinter seinem Namensvetter etablierte sich Jeff Malone als zweite Angriffsoption und kam in seiner Zeit bei den Jazz auf etwa 18 Punkte pro Spiel. 1992 erreichte er mit den Jazz das Western Conference Finale, jedoch schied man gegen die Portland Trail Blazers aus.
1994 wurde Malone für Jeff Hornacek zu den Philadelphia 76ers transferiert. Aufgrund von Verletzungen kam Malone nur selten für die Sixers zum Einsatz. 1996 folgte der Wechsel zu den Miami Heat, für die Malone nur sieben Spiele absolvierte, ehe er seine NBA-Laufbahn beendete. In seiner Karriere erzielte Malone 19,0 Punkte, 2,6 Rebounds sowie 2,4 Assists pro Spiel.
Nach seiner Karriere arbeitete Malone zwischen 2000 und 2006 als Trainer für unterklassige Basketballvereine in der IBL und in der NBA D-League.

## Familie
Malone ist Neffe der verstorbenen Vivian Malone Jones, der ersten afroamerikanischen Absolventin der University of Alabama. Vivian Malone wurde bundesweit bekannt, als es zwischen dem rassistischen Gouverneur George Wallace und Bundesbehörden zur Konfrontation kam (sogenannter Stand in the Schoolhouse Door).
Malone ist ebenfalls Neffe des U.S. Attorney General Eric Holder (dem Bruder Vivians).